# Жансонне, Арман
Арма́н Жансонне́ (фр. Armand Gensonné; 10 августа 1758, Бордо — 31 октября 1793, Париж) — французский политический деятель времён революции, жирондист. Был гильотинирован.

## Биография
До 1789 года занимался адвокатурой. Избранный департаментом Жиронды в Законодательное собрание, Жансонне примкнул к жирондистам. 31 декабря 1791 года, в качестве члена дипломатической комиссии, он настоял на обвинении братьев короля и многих знатных эмигрантов в измене, а 9 февраля 1792 года — на декрете о конфискации имений эмигрантов.
В качестве президента Законодательного собрания, Жансонне составил доклад об объявлении войны Австрии. После избиений 2 и 3 сентября Жансонне требовал наказания виновных и открыто обвинял Робеспьера, Дантона и других, как зачинщиков всех убийств. В процессе короля он голосовал за смертную казнь Людовика XVI, но лишь с условием, что исполнение приговора будет отсрочено и он будет представлен на утверждение народа.
В марте 1793 года, когда ярость Горы обрушилась на жирондистов, Жансонне был президентом Конвента и с большим спокойствием и смелостью защищал своих товарищей. Измена генерала Дюмурье, с которым Жансонне вёл переговоры, совершенно не зная о его переговорах с врагом, навлекла на него новые обвинения со стороны якобинцев.
Жансонне с товарищами был удалён из Конвента 2 июня, а 3 октября предстал перед Революционным трибуналом. На основании переписки с Дюмурье он был обвинён в государственной измене и 31 октября гильотинирован.